# بیدشیرین (رابر)
بیدشیرین یا بیدشیرین۲ روستایی در دهستان هنزا بخش هنزا شهرستان رابر استان کرمان ایران است.

## جمعیت
بر پایه سرشماری عمومی نفوس و مسکن در سال ۱۳۹۵ جمعیت این مکان ۷۹ نفر (۳۱خانوار) بوده‌است.